# Fort-Louis
Fort-Louis – miejscowość i gmina we Francji, w regionie Grand Est, w departamencie Dolny Ren.
Według danych na rok 1990 gminę zamieszkiwały 223 osoby, 18 os./km².